# Champions de France de natation en bassin de 50 m du 200 m nage libre
Cet article contient une liste des champions de France de natation en bassin de 50 m du 200 m nage libre ainsi que diverses informations associées.

## Liste
| Championnat | Lieu                                            | Athlète                                 | Naissance | Âge   | Club                            | Temps                       |
| ----------- | ----------------------------------------------- | --------------------------------------- | --------- | ----- | ------------------------------- | --------------------------- |
| 1921        | Strasbourg                                      | Henri Padou                             |           |       | EN Tourcoing                    | 2 min 41 s 2                |
| 1922        | Tourcoing                                       | non disputé                             |           |       |                                 |                             |
| 1923        | Arras                                           | non disputé                             |           |       |                                 |                             |
| 1924        | non disputé                                     |                                         |           |       |                                 |                             |
| 1925        | Paris Les tourelles                             | non disputé                             |           |       |                                 |                             |
| 1926        | Paris Les tourelles                             | Guy Middleton                           |           |       | CN Nice                         | 2 min 37 s 0                |
| 1927        | Paris Les tourelles                             | Jean Taris                              | 1909      | 18    | SCUF                            | 2 min 33 s 2                |
| 1928        | Paris Les tourelles                             | Gustave Klein                           |           |       | AS Strasbourg                   | 2 min 32 s 8                |
| 1929        | Paris Les tourelles                             | Jean Taris                              | 1909      | 20    | SCUF                            | 2 min 19 s 2                |
| 1930        | Paris Les tourelles                             | Jean Taris                              | 1909      | 21    | SCUF                            | 2 min 17 s 2                |
| 1931        | Paris Les tourelles                             | Jean Taris                              | 1909      | 22    | individuel                      | 2 min 22 s 6                |
| 1932        | Marseille Chevalier Roze Sport (25 m)           | Jean Taris                              | 1909      | 23    | individuel                      | 2 min 15 s 8                |
| 1933        | Paris Les tourelles                             | Jean Taris                              | 1909      | 24    | CN Paris                        | 2 min 19 s 0                |
| 1934        | Paris Les tourelles                             | Jean Taris                              | 1909      | 25    | CN Paris                        | 2 min 18 s 0                |
| 1935        | Bordeaux                                        | Jean Taris                              | 1909      | 26    | CN Paris                        | 2 min 22 s 1                |
| 1936        | Paris Les tourelles                             | Jean Taris                              | 1909      | 27    | CN Paris                        | 2 min 15 s 8                |
| 1937        | Paris Les tourelles                             | Alfred Nakache                          | 1915      | 22    | CN Paris                        | 2 min 21 s 5                |
| 1938        | Paris Les tourelles                             | Alfred Nakache                          | 1915      | 23    | CN Paris                        | 2 min 20 s 7                |
| 1939        | Paris Les tourelles                             | Christian Talli                         |           |       | Dauphins du TOEC                | 2 min 22 s 0                |
| 1940        | non disputé                                     |                                         |           |       |                                 |                             |
| 1941        | Toulouse                                        | Alfred Nakache                          | 1915      | 26    | Dauphins du TOEC                | 2 min 20 s 0                |
| 1942        | Villeurbanne                                    | Alfred Nakache                          | 1915      | 27    | Dauphins du TOEC                | 2 min 18 s 8                |
| 1943        | Toulouse Paris Les tourelles                    | Tony Hatot                              |           |       | RCF                             | 2 min 23 s 8                |
| 1944        | Paris Les tourelles Tourcoing Toulouse Bordeaux | Robert Lebras                           |           |       | Dauphins du TOEC                | 2 min 29 s 4                |
| 1945        | Paris Les tourelles                             | Alex Jany                               | 1929      | 16    | Dauphins du TOEC                | 2 min 19 s 4                |
| 1946        | Paris Les tourelles                             | Alex Jany                               | 1929      | 17    | Dauphins du TOEC                | 2 min 16 s 3                |
| 1947        | Paris Les tourelles                             | Alex Jany                               | 1929      | 18    | Dauphins du TOEC                | 2 min 12 s 3                |
| 1948        | Paris Les tourelles                             | Alex Jany                               | 1929      | 19    | Dauphins du TOEC                | 2 min 11 s 6                |
| 1949        | Paris Les tourelles                             | Alex Jany                               | 1929      | 20    | Dauphins du TOEC                | 2 min 11 s 7                |
| 1950        | Paris Les tourelles                             | Alex Jany                               | 1929      | 21    | Dauphins du TOEC                | 2 min 15 s 2                |
| 1951        | Bordeaux                                        | Jean Boiteux                            | 1933      | 18    | Dauphins du TOEC                | 2 min 10 s 5                |
| 1952        | Paris Les tourelles                             | Jean Boiteux                            | 1933      | 19    | Dauphins du TOEC                | 2 min 10 s 8                |
| 1953        | Dijon                                           | Alex Jany                               | 1929      | 24    | CRS Marseille                   | 2 min 13 s 1                |
| 1954        | Paris Les tourelles                             | Aldo Eminente Gilbert Bozon             |           |       | RCF Troyes GN                   | 2 min 14 s 2                |
| 1955        | Bellerive-sur-Allier                            | Jean Boiteux                            | 1933      | 22    | GM Oran                         | 2 min 11 s 2                |
| 1956        | Paris Georges Vallerey                          | Jean Boiteux                            | 1933      | 23    | JUS Oran                        | 2 min 08 s 3                |
| 1957        | Paris Georges Vallerey                          | Jacques Collignon                       |           |       | Troyes ON                       | 2 min 10 s 2                |
| 1958        | Paris Georges Vallerey                          | Jean Boiteux                            | 1933      | 25    | G. de Bordeaux                  | 2 min 11 s 0                |
| 1959        | Alger                                           | Jean-Pascal Curtillet                   |           |       | Bridja S Alger                  | 2 min 09 s 2                |
| 1960        | Paris Georges Vallerey                          | Jean-Pascal Curtillet                   |           |       | Bridja S Alger                  | 2 min 09 s 0                |
| 1961 hiver  | (33,33m)                                        | Jean-Pascal Curtillet                   |           |       | Bridja S Alger                  | 2 min 11 s 2                |
| 1961 été    | Paris Georges Vallerey                          | Gérard Gropaiz                          |           |       | RCF                             | 2 min 10 s 6                |
| 1962 hiver  | Nancy                                           | Gérard Gropaiz                          |           |       | RCF                             | 2 min 13 s 6                |
| 1962 été    | Paris Georges Vallerey                          | Alain Gottvallès                        | 1942      | 20    | RCF                             | 2 min 05 s 2 RF             |
| 1963 hiver  | Marseille Piscine Vallier (25 m)                | Gérard Gropaiz                          |           |       | RCF                             | 2 min 05 s 4                |
| 1963 été    | Paris Georges Vallerey                          | Gérard Gropaiz                          |           |       | RCF                             | 2 min 05 s 2                |
| 1964 hiver  | Marseille Piscine Vallier (25 m)                | Francis Luyce                           |           |       | Dunkerque Natation              | 2 min 03 s 9                |
| 1964 été    | Paris Georges Vallerey                          | Jean-Pascal Curtillet                   |           |       | SC Lyon                         | 2 min 03 s 2 RF             |
| 1965 hiver  | Marseille Piscine Vallier (25 m)                | Jean Pommat                             |           |       | Stade français                  | 2 min 03 s 5                |
| 1965 été    | Paris Georges Vallerey                          | Francis Luyce                           |           |       | Dunkerque Natation              | 2 min 01 s 7 RF             |
| 1966 hiver  | Le Mans (25 m)                                  | Francis Luyce                           |           |       | Dunkerque Natation              | 1 min 59 s 5                |
| 1966 été    | Paris Georges Vallerey                          | Alain Mosconi                           | 1949      | 17    | CN Marseille                    | 2 min 01 s 1                |
| 1967 hiver  | Caen (25 m)                                     | Alain Mosconi                           | 1949      | 18    | CN Marseille                    | 1 min 56 s 0                |
| 1967 été    | Paris Georges Vallerey                          | Alain Mosconi                           | 1949      | 18    | CN Marseille                    | 1 min 59 s 2                |
| 1968 hiver  | Montreuil                                       | Michel Rousseau                         | 1949      | 19    | ASPTT Paris                     | 1 min 58 s 8 RF             |
| 1968 été    | Paris Georges Vallerey                          | Alain Mosconi                           |           |       | CN Marseille                    | 1 min 59 s 8                |
| 1969 hiver  | Toulouse                                        | François Vigorito                       |           |       | CN Marseille                    | 2 min 02 s 8                |
| 1969 été    | Paris Georges Vallerey                          | Alain Mosconi                           |           |       | CN Marseille                    | 2 min 00 s 8                |
| 1970 hiver  | Aix-en-Provence                                 | Gérard Letast                           |           |       | SA Verdun                       | 2 min 00 s 9                |
| 1970 été    | Paris Georges Vallerey                          | Michel Rousseau                         | 1949      | 21    | ASPTT Paris                     | 1 min 59 s 3                |
| 1971 hiver  | Montreuil                                       | Michel Rousseau                         | 1949      | 22    | ASPTT Paris                     | 1 min 59 s 8                |
| 1971 été    | Paris Georges Vallerey                          | Michel Rousseau                         | 1949      | 22    | ASPTT Paris                     | 1 min 58 s 5                |
| 1972 hiver  | Rouen (25 m)                                    | Michel Rousseau                         | 1949      | 23    | ASPTT Paris                     | 1 min 54 s 0                |
| 1972 été    | Vittel                                          | Michel Rousseau                         | 1949      | 23    | ASPTT Paris                     | 1 min 57 s 5                |
| 1973 hiver  | Paris Georges Hermant                           | Michel Rousseau                         | 1949      | 24    | ASPTT Paris                     | 1 min 57 s 49               |
| 1973 été    | Vittel                                          | Michel Rousseau                         | 1949      | 24    | ASPTT Paris                     | 1 min 57 s 29               |
| 1974 hiver  | Bordeaux                                        | Michel Rousseau                         | 1949      | 25    | R Nogent                        | 1 min 55 s 01               |
| 1974 été    | Paris Georges Vallerey                          | Michel Rousseau                         | 1949      | 25    | R Nogent                        | 1 min 54 s 61               |
| 1975 hiver  | Troyes                                          | Patrick Moreau                          |           |       | R Nogent                        | 1 min 58 s 58               |
| 1975 été    | Paris Georges Vallerey                          | Marc Lazzaro                            |           |       | CN Marseille                    | 1 min 58 s 73               |
| 1976 hiver  | Tarbes                                          | Marc Lazzaro                            |           |       | CN Marseille                    | 1 min 56 s 90               |
| 1976 été    | Paris Georges Vallerey                          | Pierre Andraca                          |           |       | CN Antibes                      | 1 min 56 s 99               |
| 1977 hiver  | Rennes                                          | Fabien Noël                             |           |       | Dunkerque Natation              | 1 min 57 s 75               |
| 1977 été    | Paris Georges Vallerey                          | Fabien Noël                             |           |       | Dunkerque Natation              | 1 min 55 s 85               |
| 1978 hiver  | Lille                                           | Fabien Noël                             |           |       | Dunkerque Natation              | 1 min 54 s 65               |
| 1978 été    | Laval                                           | Fabien Noël                             |           |       | Dunkerque Natation              | 1 min 54 s 65               |
| 1979 hiver  | Nanterre                                        | Dominique Petit                         |           |       | CN Draguignan                   | 1 min 54 s 87               |
| 1979 été    | Mulhouse                                        | Pierre Andraca                          |           |       | CN Antibes                      | 1 min 53 s 70               |
| 1980 hiver  | Bordeaux                                        | Dominique Petit                         |           |       | CN Marseille                    | 1 min 54 s 22               |
| 1980 été    | Brive-la-Gaillarde                              | Fabien Noël                             |           |       | Dunkerque Natation              | 1 min 53 s 31               |
| 1981 hiver  | La Rochelle                                     | Pierre Andraca                          |           |       | RCF                             | 1 min 53 s 27               |
| 1981 été    | Dunkerque                                       | Pierre Andraca                          |           |       | RCF                             | 1 min 53 s 45               |
| 1982 hiver  | Toulouse                                        | Fabien Noël                             |           |       | D.Créteil                       | 1 min 54 s 39               |
| 1982 été    | Megève                                          | Fabien Noël                             |           |       | D.Créteil                       | 1 min 54 s 08               |
| 1983 hiver  | Tours                                           | Dominique Bataille                      |           |       | CN Le Mans                      | 1 min 54 s 20               |
| 1983 été    | Bordeaux                                        | Michel Pou                              |           |       | CN Nice                         | 1 min 53 s 77               |
| 1984 hiver  | Strasbourg                                      | Stéphan Caron                           | 1966      | 18    | CV Rouen                        | 1 min 51 s 85 RF            |
| 1984 été    | Paris Georges Vallerey                          | Dominique Bataille                      |           |       | CN Marseille                    | 1 min 53 s 22               |
| 1985 hiver  | Aix-en-Provence                                 | Stéphan Caron                           | 1966      | 19    | CV Rouen                        | 1 min 50 s 20 RF            |
| 1985 été    | Dunkerque                                       | Michel Pou                              |           |       | CN Nice                         | 1 min 53 s 67               |
| 1986 hiver  | Rennes                                          | Stéphan Caron                           | 1966      | 20    | CV Rouen                        | 1 min 52 s 70               |
| 1986 été    | Millau                                          | Stéphan Caron                           | 1966      | 20    | CV Rouen                        | 1 min 51 s 41               |
| 1987 hiver  | Mulhouse                                        | Franck Iacono                           | 1966      | 21    | RCF                             | 1 min 52 s 25               |
| 1987 été    | Strasbourg                                      | Laurent Neuville                        |           |       | CA Orsay                        | 1 min 52 s 20               |
| 1988 hiver  | Vittel                                          | Stéphan Caron                           | 1966      | 22    | CV Rouen                        | 1 min 50 s 16               |
| 1988 été    | Dunkerque                                       | Ludovic Depickère                       | 1969      | 19    | D Wattrelos                     | 1 min 51 s 11               |
| 1989 hiver  | Forbach                                         | Christophe Kalfayan                     | 1969      | 20    | CN Antibes                      | 1 min 51 s 87               |
| 1989 été    | Paris Georges Vallerey                          | Christophe Kalfayan                     | 1969      | 20    | CN Antibes                      | 1 min 51 s 70               |
| 1990 hiver  | La Rochelle                                     | Christophe Kalfayan                     | 1969      | 21    | CN Antibes                      | 1 min 51 s 82               |
| 1990 été    | Narbonne                                        | Christophe Bordeau                      | 1968      | 22    | EN Tours                        | 1 min 51 s 07               |
| 1991 hiver  | Saint-Étienne                                   | Christophe Marchand                     | 1970      | 21    | RCF                             | 1 min 51 s 81               |
| 1991 été    | Millau                                          | Lionel Poirot                           | 1973      | 18    | AC Boulogne B.                  | 1 min 51 s 71               |
| 1992 hiver  | Dunkerque                                       | Lionel Poirot                           | 1973      | 19    | AC Boulogne B.                  | 1 min 51 s 62               |
| 1992 été    | Mennecy                                         | Jean-Yves Faure                         |           |       | Montpellier UC                  | 1 min 53 s 36               |
| 1993 hiver  | Mennecy                                         | Lionel Poirot                           | 1973      | 20    | AC Boulogne B.                  | 1 min 50 s 66               |
| 1993 été    | Paris Georges Vallerey                          | Romain Barnier                          | 1976      | 17    | CN Antibes                      | 1 min 52 s 43               |
| 1994 hiver  | Lille                                           | Lionel Poirot                           | 1973      | 21    | AC Boulogne B.                  | 1 min 50 s 88               |
| 1994 été    | Aix-les-Bains                                   | Lionel Poirot                           | 1973      | 21    | AC Boulogne B.                  | 1 min 51 s 19               |
| 1995 hiver  | Mennecy                                         | Christophe Marchand                     | 1970      | 25    | ES Massy                        | 1 min 50 s 31               |
| 1995 été    | Canet-en-Roussillon                             | Christophe Bordeau                      | 1968      | 27    | EN Tours                        | 1 min 51 s 91               |
| 1996 hiver  | Dunkerque                                       | Christophe Bordeau                      | 1968      | 28    | EN Tours                        | 1 min 51 s 06               |
| 1996 été    | Montpellier                                     | Romain Barnier                          | 1976      | 20    | CN Antibes                      | 1 min 51 s 89               |
| 1997        | Mennecy                                         | Lionel Poirot                           | 1973      | 24    | AC Boulogne B.                  | 1 min 50 s 93               |
| 1998        | Amiens                                          | Yann de Fabrique                        | 1973      | 25    | AC Boulogne B.                  | 1 min 49 s 60               |
| 1999        | Dunkerque                                       | Yann de Fabrique                        | 1973      | 26    | AC Boulogne B.                  | 1 min 51 s 27               |
| 2000        | Rennes                                          | Romain Barnier                          | 1976      | 24    | CN Antibes                      | 1 min 49 s 39               |
| 2001        | Chamalières                                     | Pieter van den Hoogenband Nicolas Kintz | 1978 1977 | 23 24 | Pays-Bas ACBB                   | 1 min 47 s 77 1 min 51 s 34 |
| 2002        | Chalon-sur-Saône                                | Romain Barnier                          | 1976      | 26    | CN Antibes                      | 1 min 50 s 62               |
| 2003        | Saint-Étienne                                   | Pieter van den Hoogenband Hugo Viart    | 1978 1979 | 25 24 | Pays-Bas ES Massy               | 1 min 47 s 46 1 min 51 s 59 |
| 2004        | Dunkerque                                       | Amaury Leveaux                          | 1985      | 19    | Mulhouse Olympic Natation       | 1 min 50 s 05               |
| 2005        | Nancy                                           | Amaury Leveaux                          | 1985      | 20    | Mulhouse Olympic Natation       | 1 min 48 s 16               |
| 2006        | Tours                                           | Amaury Leveaux                          | 1985      | 21    | Mulhouse Olympic Natation       | 1 min 48 s 10 RF            |
| 2007        | Saint-Raphaël                                   | Grégory Mallet                          | 1984      | 23    | Cercle des nageurs de Marseille | 1 min 49 s 73               |
| 2008        | Dunkerque                                       | Amaury Leveaux                          | 1985      | 23    | Mulhouse Olympic Natation       | 1 min 46 s 54 RF            |
| 2009        | Montpellier                                     | Grégory Mallet                          | 1984      | 25    | Cercle des nageurs de Marseille | 1 min 47 s 91               |
| 2010        | Saint-Raphaël                                   | Yannick Agnel                           | 1992      | 18    | Olympic Nice Natation           | 1 min 47 s 52,              |
| 2011        | Strasbourg                                      | Yannick Agnel                           | 1992      | 19    | Olympic Nice Natation           | 1 min 45 s 47 RF            |
| 2012        | Dunkerque                                       | Yannick Agnel                           | 1992      | 20    | Olympic Nice Natation           | 1 min 44 s 42 RF            |
| 2013        | Rennes                                          | Yannick Agnel                           | 1992      | 21    | Olympic Nice Natation           | 1 min 45 s 48               |
| 2014        | Chartres                                        | Yannick Agnel                           | 1992      | 22    | Olympic Nice Natation           | 1 min 45 s 63               |
| 2015        | Limoges                                         | Yannick Agnel                           | 1992      | 23    | Mulhouse Olympic Natation       | 1 min 45 s 97               |
| 2016        | Montpellier                                     | Jérémy Stravius                         | 1988      | 28    | Amiens Métropole Natation       | 1 min 46 s 18               |